# Dumyat (guvernement)
Dimyat (arabisk: دمياط )  er et guvernement i den nordlige del af Egypten, med 1.180.991 indbyggere og et areal på 589 km2. Guvernementet  ligger ved Nilens udløb i Middelhavet, og  dens hovedstad er byen Damietta.
Guvernementet er kendt for sin guava, særlig den som dyrkes på markene omkring landsbyerne Senaneyya og Kafr El-Battikh. Det er også kendt for sine palmetræer som dækker kyststriben fra Ras El Bar i øst til Gamasa i vest, og fra Middelhavets strande og sydover til landsbyen Reyad. En af de vigtigste eksportartikler fra Damietta er palmer; særlig mange sælges til Grækenland og Kina. Ellers er området kendt for sine møbler, sukkervarer, sardiner og mejeriprodukter, særlig for ostesorten Domiati.

## Eksterne kilder og henvisninger
1. ↑  Areal og befolkning

- Wikimedia Commons har flere filer relateret til Dumyat (guvernement)

31°26′N 31°50′Ø / 31.433°N 31.833°Ø